# Kamień
Kamień este o arie protejată (arie specială de conservare — SAC, sit de importanță comunitară — SCI) din Polonia întinsă pe o suprafață de 97,98 ha, integral pe uscat.

## Localizare
Centrul sitului Kamień este situat la coordonatele 51°06′35″N 23°34′21″E / 51.1096°N 23.5725°E.

## Înființare
Situl Kamień a fost declarat sit de importanță comunitară în octombrie 2009 pentru a proteja 1 specie de plante și 5 specii de animale. Situl a fost protejat și ca arie specială de conservare în februarie 2017.

## Biodiversitate
Situată în ecoregiunea continentală, aria protejată conține 4 habitate naturale: Pajiști cu Molinia pe soluri calcaroase, turboase sau argilos-nămoloase (Molinion caeruleae), Fânețe de joasă altitudine (Alopecurus pratensis, Sanguisorba officinalis), Mlaștini calcaroase cu Cladium mariscus și specii de Caricion davallianae, Mlaștini alcaline.
La baza desemnării sitului se află mai multe specii protejate:
- plante (1): Angelica palustris
- amfibieni (1): buhai de baltă cu burta roșie (Bombina bombina)
- nevertebrate (4): Coenonympha oedippus, fluturele purpuriu (Lycaena dispar), Phengaris nausithous, Phengaris teleius